# (524522) Zoozve
Zoozve, também conhecido pela sua designação provisional 2002 VE68, é um asteroide Aton descoberto em 11 de novembro de 2002 por Brian Skiff, trabalhando no LONEOS. Ele é também um quasi-satélite de Vênus, o primeiro objeto descoberto dessa classe.
2002 VE68 é um quasi-satélite de Vênus há 7 000 anos, e continuará nessa condição orbital por mais 500 anos.

## Nomenclatura
Este planeta menor inicialmente era identificado pelo número 524522. Foi nomeado 2002 VE68 pelo Minor Planet Center em 18 de maio de 2019.
Em 26 de janeiro de 2024, o podcast Radiolab publicou um episódio sobre o asteroide, em que o apresentador Latif Nasser relata que viu um pôster infantil sobre o sistema solar em que o corpo celeste foi nomeado "ZOOZVE". A história também foi compartilhada no Twitter. O pôster havia sido feito pelo ilustrador Alex Foster, que havia compreendido mal o nome provisório "2002VE". Isso levou o descobridor Brian Skiff a propor o nome "Zoozve" para a União Astronômica Internacional. O nome foi aprovado pelo grupo de trabalho responsável e divulgado em em 5 de fevereiro de 2024.